# Bankietówka

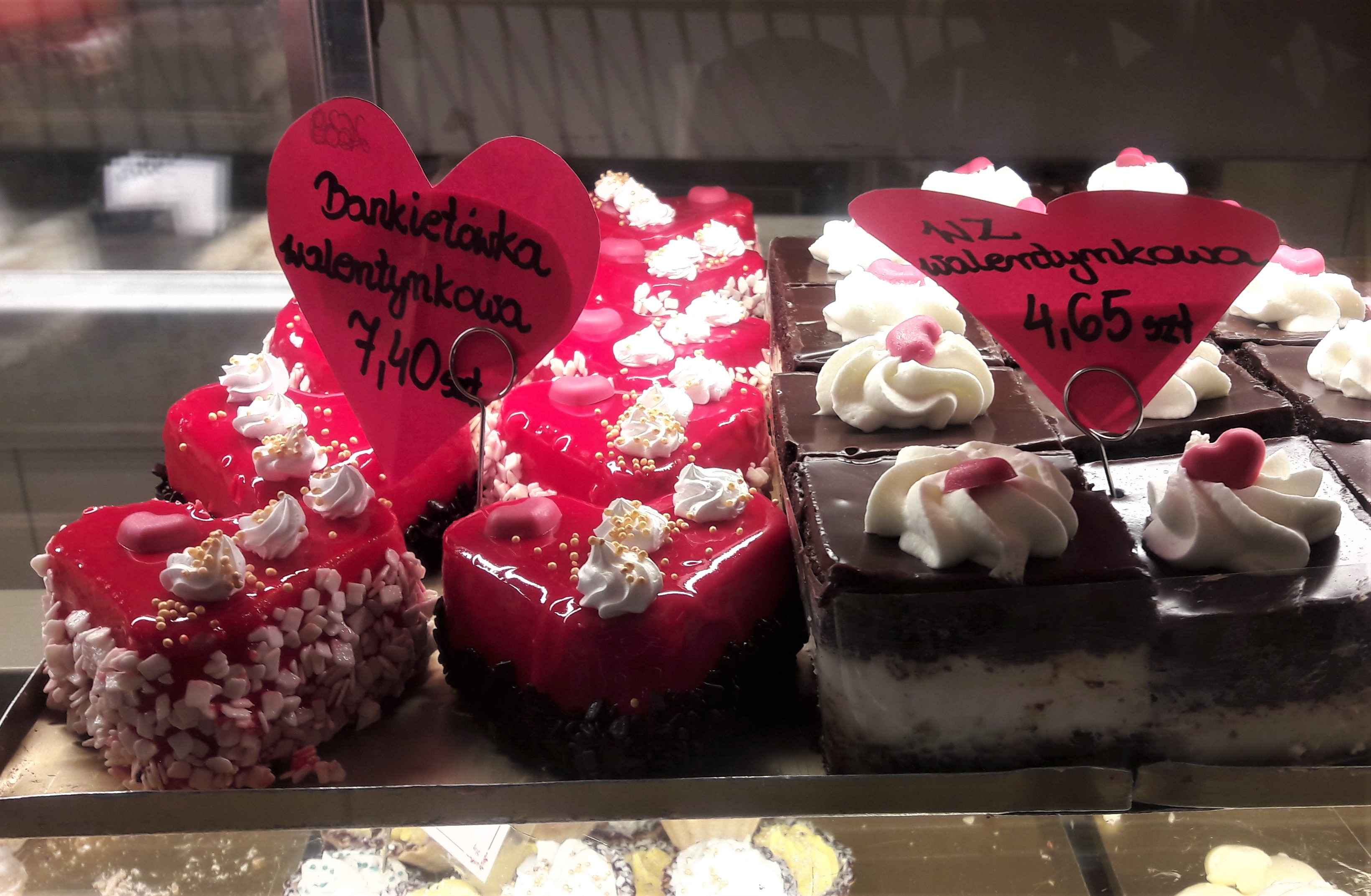
bankietówki i wuzetki

Bankietówka – eleganckie, bogato zdobione ciastko o nietypowych kształtach, uzyskiwanych przez zastosowanie specjalnych tac z wgłębieniami (gniazdkami) i wycinaków (wykrawaczek). Podstawę stanowi cienki blat biszkoptowy. Na to wykłada się dodatki, takie jak: owoce, przetwory owocowe, musy, kremy, czekolada, galaretki, masy orzechowe, orzechy, migdały, polewy, żele, marcepan. Bankietówki są wyrobami okolicznościowymi, podaje się je np. na wystawnych przyjęciach.
Z cienkich blatów biszkoptowych wykrawa się pożądane kształty, umieszcza w gniazdach form, po czym wykłada się np. mus lub bitą śmietanę, potem galaretkę, żel lub czekoladę, a po schłodzeniu dekoruje różnego rodzaju drobnymi elementami.